# Titularbistum Terenuthis
Terenuthis (ital.: Terenuti) ist ein Titularbistum der römisch-katholischen Kirche.
Es geht zurück auf einen untergegangenen Bischofssitz in der gleichnamigen antiken Stadt, die in der römischen Provinz Aegyptus bzw. Aegyptus Iovia im westlichen Nildelta lag. Es gehörte der Kirchenprovinz Alexandria an.
| Titularbischöfe von Terenuthis |                                 | |               |                   |
| Nr.                            | Name                            | Amt | von           | bis               |
| 1                              | Isidore-Marie-Victor Douceré SM | Apostolischer Vikar der Neuen Hebriden (Kondominium Neue Hebriden) | 22. März 1904 | 12. Mai 1939      |
| 2                              | Blasius Sigibald Kurz OFM       | 11. Juli 1939 – 21. Mai 1948 Apostolischer Vikar von Kokstad (Südafrikanische Union) 21. Mai 1948 – 13. Dezember 1973 Apostolischer Präfekt von Yungchow (Republik China/Volksrepublik China) | 11. Juli 1939 | 13. Dezember 1973 |